# Alex Rodrigo Dias da Costa
Alex Rodrigo Dias da Costa, mest känd som bara Alex, född 17 juni 1982 i Niterói är en brasiliansk fotbollsspelare. 
Alex första professionella klubb var Santos FC där han spelade i början av 2000-talet innan han flyttade till Europa och anslöt till PSV Eindhoven 2004.
Alex är även känd för sitt mäktiga skott. Ett exempel på det är när han mot Liverpool i Champions League-säsongen 08/09 drog till med en frispark från runt 30 meter.
Under tiden i Chelsea fick Alex begränsat speltid. Men när klubben sålde mittbacken Ricardo Carvalho till Real Madrid hamnade han högre upp på listan. I januari 2012 blev han såld till PSG.